# Культура Сингапура
Сингапурская культура — плавильный котёл в первую очередь китайской, британской, малайской и индийской культур. Она связана с разнородным этнокультурным составом и молодостью государства.
Будучи городом-государством бизнесменов в окружении стран с дешёвой рабочей силой, Сингапур с одной стороны развивает весь европейский культурный комплекс (английский язык, европейская классическая музыка и т. д.) и представляет культуру различных этнических групп, а с другой выработал ряд специфических черт. Одна из наиболее заметных черт — это «любовь к еде» (англ. obsession with food). Еда служит основным предметом светских разговоров, фестивалей, выставок и экскурсий.

## История
В прошлом часть индийского Джохорского султаната, в 1819 году Сингапур стал опорной точкой британского колониального владычества. Процветание Сингапура под британской администрацией привлекло множество иммигрантов, в первую очередь этнических китайцев, происходящих из южных провинций Китая. После Второй мировой войны Сингапур получил независимость и республиканское правление.
Население Сингапура состоит из 10 млн человек: этнических китайцев, малайцев, индийцев (в основном тамилов), европейцев и евроазиатов (а также других смешанных групп) и народов Азии различного происхождения. 42 % населения Сингапура составляют иностранцы, что делает её страной с шестой наивысшей долей иностранцев в мире. Сингапур также является третьим наиболее густонаселённым государством в мире после Макао и Монако.

## Идеология

### Меритократия
Правительство утверждает, что краеугольным камнем сингапурского общества является меритократия, что каждый получает вознаграждение на основе его личных достижений, без учёта этнической принадлежности или происхождения. Критики, например Кеннет Тан, считают, что «на практике меритократия часто превращается в идеологию неравенства и элитарности».

### Социальная и религиозная гармония
Сингапур является светской страной иммигрантов. Основными религиями в Сингапуре являются буддизм, христианство и ислам. Уважение к различным религиям и личным убеждениям особо подчёркивается правительством, хотя критики зовут его «фасадом» и «мифом».

### Демократия, мир, прогресс, справедливость и равенство
Звёзды на флаге Сингапура обозначают демократию, мир, прогресс, справедливость и равенство. Рейтинг Freedom in the World 2006 дал Сингапуру пятое из 7 мест за политическую свободу и четвёртое из 7 для гражданских свобод (первое место означает наибольшую степень свободы) с общим отнесением к категории «частично свободных» стран.

## Этнические кварталы
В Сингапуре есть несколько кварталов, заселённых по этническому признаку, в том числе Малая Индия, Чайнатаун и Кампонг-Глэм.
Маленькая Индия популярна среди населения в целом из-за её «шведских столов»-тали, где подаётся вегетарианская еда на банановых листьях.
Чайнатаун — исторический китайский квартал. В городе, населённом в значительной части вестернизированными китайцами, чайнатаун является средоточием китайской культуры. Он расположен в районе Аутрам.

## Праздники
Официальные государственные праздники Сингапура отражают культурное и религиозное разнообразие страны: среди 11 праздников — День труда (1 Мая) и Новый год, европейские Рождество и Страстная пятница, двухдневный Китайский Новый год, мусульманские Курбан-байрам и Ураза-байрам, буддийский Весак и индуистский Дипавали. 9 августа отмечается День независимости с парадом в центре города.

### Фестивали
С 1986 года в Сингапуре проходит Сингапурский фестиваль писателей.